# HD 75149
HD 75149，又名CD-45 4526，SAO 220442、HR 3494，是一颗恒星，视星等为5.46，位于銀經265.33，銀緯-1.69，其B1900.0坐标为赤經8h 43m 6.3s，赤緯-45° -1.69′ 44″。